# Marisa Rojas
Marisa Rojas és una intèrpret mallorquina. Nascuda l'any 1970 a Marratxí, comença la seva carrera artística com a vocalista de diversos grups de rock, i fent els cors i alguns duets en les actuacions de Tomeu Penya.
L'any 1997 publica un primer àlbum (Marisa Rojas) que inclou algunes versions de temes americans, dels Bee Gees ("Sola" / "Alone"), Carole King ("Tens un amic" / "You've got a friend"), Linda Ronstadt ("M'és tan fàcil" / "So easy") i Nilsson ("Tothom em parla" / "Everybody's talkin'"), i cançons fetes expressament per a ella per altres músics i cantants illencs: Tomeu Matamalas ("Agredolç", "M'agrada"), Toni Terrades ("No vull tornar-te a veure"), Guillem Sansó ("El conte de Peter Pan", "Si vull canviar aquesta vida") i Biel Mesquida, del grup Ossifar ("No vull somiar amb tu", "Falsa imatge").
Alguns mesos després, el CD és reeditat amb un tema suplementari escrit per Guillem Sansó: "Com una guitarra". El 1999 apareix Som, un segon CD de característiques similars a l'anterior.